# 오드 하셀
오드 하셀(노르웨이어: Odd Hassel, 1897년 5월 17일 ~ 1981년 5월 11일)은 노르웨이의 물리화학자이다. 1969년에 특정 유기화합물의 3차원적 형태 결정에 대한 연구로 디릭 바턴과 함께 노벨 화학상을 수상했다.

## 수상 경력
- 1969년 : 노벨 화학상

## 저서
- Oakes, E. (2002). 《A to Z of Chemists》. Facts on File Science library : Notable scientists. New York: VB Hermitage. ISBN 0-8160-4579-8.

## 같이 보기
- 할로젠 결합